# Varnsdorfská pahorkatina
Varnsdorfská pahorkatina je geomorfologická jednotka, podokrsek Rumburské pahorkatiny a jejího nadřazeného celku Šluknovská pahorkatina. Nachází se v severní části Česka ve Šluknovském výběžku. Její rozloha je 11 km² a nejvyšším vrcholem je Špičák (544 m).

## Přírodní poměry
Varnsdorfská pahorkatina je geomorfologický podokrsek okrsku Rumburská pahorkatina a celku Šluknovská pahorkatina o rozloze 11 km² s členitým reliéfem. Nachází se v jihovýchodní části Šluknovského výběžku. Severní, severovýchodní, východní až jihovýchodní hranice tvoří česko-německá státní hranice s přesahem svahů do sousedního Německa. Západní hranice prochází zástavbou města Varnsdorf a krátká jižní hranice kopíruje lužický zlom. Nejvyšším bodem je vrchol Špičáku (544 m), nejnižším pak hladina Mandavy na státní hranici s Německem ve Varnsdorfu (310 m). Převládající horninou je václavický granodiorit, který doplňují průniky třetihorních výlevných vyvřelin: čediči příbuzných hornin a znělce. Celé území odvodňuje Mandava, jež náleží k povodí Odry a úmoří Baltského moře. Většinu území pokrývá zástavba města Varnsdorf. Krajina náleží k 4.–5. lesnímu vegetačnímu stupni (bukovému, respektive jedlo-bukovému). Průměrná roční teplota se pohybuje v rozmezí 6,5–7 °C, průměrné roční srážky pak v rozpětí 700–800 mm. Na území zasahuje okrajově chráněná krajinná oblast Lužické hory.

## Vrcholy
Výběr zahrnuje kopce pojmenované na Základní topografické mapě ČR (s výjimkou Šibeničního vrchu), jejichž vrchol leží na českém území.
- Špičák (544 m)
- Hrádek (440 m)
- Šibeniční vrch (389 m)

## Geomorfologické členění
Geomorfologické zařazení podokrsku Varnsdorfská pahorkatina:
- provincie: Česká vysočina
  - subprovincie: IV Krkonošsko-jesenická
    - oblast: IVA Krkonošská
      - celek: IVA-1 Šluknovská pahorkatina
        - okrsek: IVA-1-B Rumburská pahorkatina
          - podokrsek: IVA-1-B-a Jiříkovská pahorkatina
          - podokrsek: IVA-1-B-b Krásnolipská pahorkatina
          - podokrsek: IVA-1-B-c Varnsdorfská pahorkatina